# Anelaphus curacaoensis
Anelaphus curacaoensis es una especie de escarabajo longicornio del género Anelaphus, categorizada en la tribu Elaphidiini, de la subfamilia Cerambycinae.
Fue descrita por Gilmour en 1968. Aparece registrada y publicada en una sección de III. Contributions to an Insect Fauna of the Amazons Valley. Coleoptera: Longicornes de 1866.
Mide 10,2-14 mm de longitud. El período de vuelo para ejemplares adultos se presenta durante los meses de enero, abril, octubre, noviembre y diciembre.

## Distribución
Se distribuye por América del Sur, en Curazao.